# Mellicta fennica
Mellicta fennica är en fjärilsart som beskrevs av Petersen 1947. Mellicta fennica ingår i släktet Mellicta och familjen praktfjärilar. Inga underarter finns listade i Catalogue of Life.